# Marlene Burwick
Marlene Kristina Burwick, född Svensson 23 juni 1971 i Sala, är en svensk socialdemokratisk politiker. Hon satt i riksdagen mellan 2018 och 2022 för Uppsala läns valkrets. Burwick var aktiv i kommun- och landstingspolitiken mellan 2006 och 2018. Hon var kommunalråd och ordförande i kommunstyrelsen i Uppsala kommun mellan 2014 och 2018.
Hon är utbildad kemist. Sedan hon lämnade politiken 2022 har hon arbetet på St1.